# 79347 Medlov
79347 Medlov este o planetă minoră (asteroid), cu un diametru de 6,839 km, din centura de asteroizi. A fost descoperită pe 4 decembrie 1996 la Observatorul Kleť de Observatorul Kleť. 
Obiectul prezintă o orbită caracterizată de o semiaxă mare de 3,19807610046 UAi, o excentricitate de 0,1380519297015, o înclinație de 20,941545852438 ° în raport cu ecliptica.